# Anisophyllea mayumbensis
Anisophyllea mayumbensis är en tvåhjärtbladig växtart som beskrevs av Arthur Wallis Exell. Anisophyllea mayumbensis ingår i släktet Anisophyllea och familjen Anisophylleaceae. Inga underarter finns listade i Catalogue of Life.